# Fritz Joubert Duquesne
Frederick " Fritz " Joubert Duquesne ( /djuːˈkeɪn/ dew-KAYN ; 21 de setembro de 1877 – 24 de maio de 1956) foi um bôer sul-africano e soldado alemão, caçador de grandes animais, jornalista e espião . Muitas das afirmações que Duquesne fez sobre si mesmo são controversas; ao longo da sua vida utilizou múltiplas identidades, reinventou o seu passado à vontade, reivindicou laços familiares com clãs aristocráticos e pessoas famosas e até reivindicou o direito a títulos militares e medalhas sem verificação de terceiros. 
Duquesne lutou ao lado dos Bôeres na Segunda Guerra Bôer e como agente secreto da Alemanha durante as duas Guerras Mundiais. Ele reuniu inteligência humana, liderou grupos de espionagem e realizou missões de sabotagem como agente secreto de campo na África do Sul, no Reino Unido, na América Central e do Sul(incluindo o Brasil) e nos Estados Unidos. Duquesne usava muitos pseudônimos, ficcionalizou sua identidade e experiência em várias ocasiões e atuou como vigarista . Como espião bôer, ele era conhecido como "Pantera Negra", na Segunda Guerra Mundial operou sob o codinome DUNN e nos arquivos do FBI é frequentemente referido como "O Duque" . Ele foi capturado, condenado e escapou de várias prisões.
Durante a Segunda Guerra dos Bôeres, Duquesne foi capturado e preso três vezes pelos britânicos e uma vez pelos portugueses, e em todas as vezes escapou. Numa ocasião infiltrou-se no Exército Britânico, tornou-se oficial britânico e liderou uma tentativa de sabotar a Cidade do Cabo e de assassinar o comandante das forças britânicas, Lord Kitchener . Sua equipe foi abandonada por um informante e todos foram capturados e condenados à morte. Mais tarde, ele ficou conhecido como "o homem que matou Kitchener", pois alegou ter guiado um submarino alemão para afundar o HMS Hampshire, no qual Lord Kitchener estava a caminho da Rússia em 1916, embora a perícia do navio não apoie esta afirmação.
Depois de uma tentativa fracassada de escapar da prisão na Cidade do Cabo, Duquesne foi enviado para a prisão nas Bermudas, mas escapou para os EUA e tornou-se cidadão americano. Na Primeira Guerra Mundial, ele se tornou espião e líder da Alemanha Imperial, sabotando e destruindo navios mercantes britânicos na América do Sul com bombas escondidas. Depois de ser capturado por agentes federais em Nova York em 1917, Duquesne fingiu paralisia por dois anos e cortou as barras de sua cela para escapar, evitando assim a deportação para o Reino Unido, onde enfrentou execução pelas mortes de marinheiros britânicos.
Em 1932, Duquesne foi novamente capturado em Nova York por agentes federais e acusado de homicídio e de ser um prisioneiro fugitivo, só que desta vez ele foi libertado depois que as autoridades britânicas se recusaram a prosseguir com os crimes de guerra. A última vez que Duquesne foi capturado e preso foi em 1941, quando ele e outros trinta e dois membros do Anel de Espionagem Duquesne que trabalhavam para a Alemanha nazista foram capturados por William G. Sebold, um agente duplo do FBI e espião para os alemães. Duquesne foi posteriormente condenado pela maior condenação por espionagem da história americana.
Entre as guerras, Duquesne serviu como conselheiro sobre caça grossa do presidente dos EUA Theodore Roosevelt, como publicitário na indústria cinematográfica, como jornalista, como herói de guerra australiano fictício e como chefe da New Food Society em Nova Iorque. Durante a Segunda Guerra dos Bôeres, ele recebeu ordens de matar Frederick Russell Burnham, chefe dos escoteiros do exército britânico, mas em 1910 ele trabalhou com Burnham e com o então deputado Robert Broussard para fazer lobby junto ao Congresso dos Estados Unidos para financiar a importação de hipopótamos nos igarapés da Louisiana para resolver uma grave escassez de carne.

## Vida pregressa
Frederick Joubert Duquesne nasceu em uma família bôer de origem huguenote francesa no leste de Londres, Colônia do Cabo, em 1877.  

## Segunda Guerra Anglo-Boer
Depois que os britânicos invadiram a África do Sul em 1899, Duquesne voltou para casa para se juntar aos comandos bôeres como tenente ligado ao estado-maior do Comandante General Piet Joubert em Pretória . 
Duquesne juntou-se às forças bôeres para a Batalha de Bergendal, mas a sua unidade teve de recuar para a África Oriental portuguesa. Muitos foram capturados pelos portugueses e enviados para um campo de internamento nas Caldas da Rainha, perto de Lisboa .  Para Duquesne, isso se tornaria um divisor de águas, como afirma Ronnie, "a vida nunca mais seria a mesma para ele ... Em poucos meses, ele iniciaria uma carreira de quarenta anos como espião profissional e herói da falsificação – um homem que se reinventaria constantemente para atender às necessidades do momento." 
Nas Caldas da Rainha, Duquesne encantou a filha de um dos guardas; ela o ajudou a escapar para Paris e para Aldershot na Grã-Bretanha. Ele se infiltrou no Exército Britânico e foi destacado para a África do Sul em 1901 como oficial. Durante este período, ele marchou por sua cidade natal, Nylstroom, descobrindo que a fazenda de seus pais havia sido destruída pela política de terra arrasada de Lord Kitchener .  Duquesne também descobriu que sua irmã havia sido estuprada e assassinada pelas tropas britânicas, e sua mãe estava internada no campo de concentração de Nylstroom, operado como parte da política de Kitchener.  Ronnie escreve: "o destino de seu país e de sua família geraria nele um ódio que o consumiria pela Inglaterra" e "o transformaria no que (um biógrafo de Duquesne) Clement Wood chamou: uma tocha que anda, vive, respira, queima, mata, destrói. de ódio". 
Como oficial britânico, Duquesne regressou à Cidade do Cabo com planos secretos para sabotar instalações britânicas e assassinar Kitchener. Ele recrutou vinte homens bôeres, mas o grupo foi traído pela esposa de um deles. 
Duquesne foi um dos muitos prisioneiros bôeres enviados para a colônia-fortaleza imperial das Bermudas, um arquipélago conhecido por suas frequentes tempestades, águas infestadas de tubarões e recifes perigosos.  Duquesne escapou de vários outros campos de prisioneiros de guerra e, na noite de 25 de junho de 1902, saiu de sua tenda, escalou uma cerca de arame farpado e nadou 1,5 milhas (2,4 km) passando por barcos de patrulha e luzes brilhantes. Ele usou um farol distante para navegação até chegar à ilha principal.  Ele então foi para a casa de Anna Maria Outerbridge, líder de um Comitê de Ajuda Boer.  Outerbridge o ajudou a escapar para o porto de St. George's . Outro membro do Comitê de Ajuda Boer, Capitão WE Meyer, providenciou seu transporte para fora da ilha.  Dentro de uma semana, Duquesne era passageiro de um navio com destino aos Estados Unidos. 

## Primeira Guerra Mundial
Depois de conhecer um industrial germano-americano no Centro-Oeste por volta de 1914, Duquesne tornou-se espião da Alemanha Imperial . Ele foi enviado ao Brasil como "Frederick Fredericks" sob o disfarce de "fazer pesquisas científicas sobre seringueiras". Como agente da inteligência naval alemã na América do Sul, foi designado para interromper o tráfego comercial para países em guerra com a Alemanha.  Duquesne recebeu e entregou comunicados através de embaixadas alemãs e foi responsável por numerosos bombardeios a navios mercantes britânicos.  De sua base na Bahia, plantou bombas-relógio disfarçadas de caixas de amostras minerais em navios britânicos e foi creditado por afundar vinte e duas delas;  entre eles estavam o Salvador e o Pembrokeshire .   Além disso, uma de suas bombas matou três marinheiros britânicos e quase afundou a SS Tennyson .SS Tennyson em fevereiro de 1916, e outro iniciou um incêndio no Vauban . 
Após bombardear Tennyson, o MI5 (inteligência britânica) operando no Brasil prendeu um cúmplice chamado Bauer que identificou Duquesne tanto como o autor do crime quanto como o líder da quadrilha.  Bauer revelou ainda que Duquesne estava operando com seu próprio nome e dois pseudônimos, George Fordam e Piet Niacud.  Niacud é a pronúncia de Duquesne invertida. A inteligência britânica confirmou que Duquesne era "um oficial da inteligência alemã ... envolvido em uma série de atos de sabotagem contra a navegação britânica em águas sul-americanas durante a guerra".  Duquesne evitou a inteligência britânica na América do Sul e retornou a Nova York por volta de maio de 1916. 
A próxima aparição confirmada de Duquesne foi em Washington, DC, em julho de 1917, não muito depois de os EUA terem declarado guerra à Alemanha.  Duquesne foi preso em Nova York em 17 de novembro de 1917 sob a acusação de fraude em  seguros. No momento de sua prisão, ele tinha em seu poder um grande arquivo de recortes de notícias relacionadas ao bombardeio de navios, bem como uma carta do vice-cônsul assistente da Alemanha em Manágua, na Nicarágua.  A carta indicava que Duquesne era "alguém que prestou um serviço considerável à causa alemã".  As autoridades britânicas também consideravam Duquesne o agente responsável por "assassinato em alto mar, incêndio criminoso, falsificação de documentos do Almirantado e conspiração contra a Coroa ", e as autoridades americanas concordaram que extraditariam Duquesne para a Grã-Bretanha, se os britânicos enviou-o de volta depois para cumprir sua sentença por fraude.  

## 1919 a 1939
O almirante Wilhelm Canaris, chefe da Abwehr (inteligência militar alemã), conhecia Duquesne de seu trabalho na Primeira Guerra Mundial e instruiu seu novo chefe de operações nos EUA, o coronel Nikolaus Ritter, a fazer contato com Duquesne. Ritter era amigo de Duquesne em 1931, e os dois espiões se reconectaram em Nova York em 3 de dezembro de 1937. Ritter empregou vários outros agentes de sucesso nos EUA, mais notavelmente Herman Lang, que entregou aos alemães os projetos da mira de bomba Norden, mas também cometeu o erro de recrutar um homem que mais tarde se tornaria um agente duplo, William Sebold . Em 8 de fevereiro de 1940, Ritter enviou Sebold a Nova York sob o pseudônimo de Harry Sawyer e o instruiu a estabelecer uma estação transmissora de rádio de ondas curtas para estabelecer contato com a estação alemã de ondas curtas no exterior. Sebold também foi instruído a usar o codinome TRAMP e a entrar em contato com um colega agente chamado DUNN, que era Duquesne. 

## Segunda Guerra Mundial –Anel de Espionagem Duquesne
O almirante Wilhelm Canaris, chefe da Abwehr (inteligência militar alemã), conhecia Duquesne de seu trabalho na Primeira Guerra Mundial e instruiu seu novo chefe de operações nos EUA, o coronel Nikolaus Ritter, a fazer contato com Duquesne. Ritter era amigo de Duquesne em 1931, e os dois espiões se reconectaram em Nova York em 3 de dezembro de 1937. Ritter empregou vários outros agentes de sucesso nos EUA, mais notavelmente Herman Lang, que entregou aos alemães os projetos da mira de bomba Norden, mas também cometeu o erro de recrutar um homem que mais tarde se tornaria um agente duplo, William Sebold . Em 8 de fevereiro de 1940, Ritter enviou Sebold a Nova York sob o pseudônimo de Harry Sawyer e o instruiu a estabelecer uma estação transmissora de rádio de ondas curtas para estabelecer contato com a estação alemã de ondas curtas no exterior. Sebold também foi instruído a usar o codinome TRAMP e a entrar em contato com um colega agente chamado DUNN, que era Duquesne.  Assim que o FBI descobriu através de Sebold que Duquesne estava novamente em Nova York operando como espião alemão, o diretor do FBI , J. Edgar Hoover, forneceu um briefing de antecedentes ao presidente dos EUA , Franklin Roosevelt . 

### Prisão e condenação

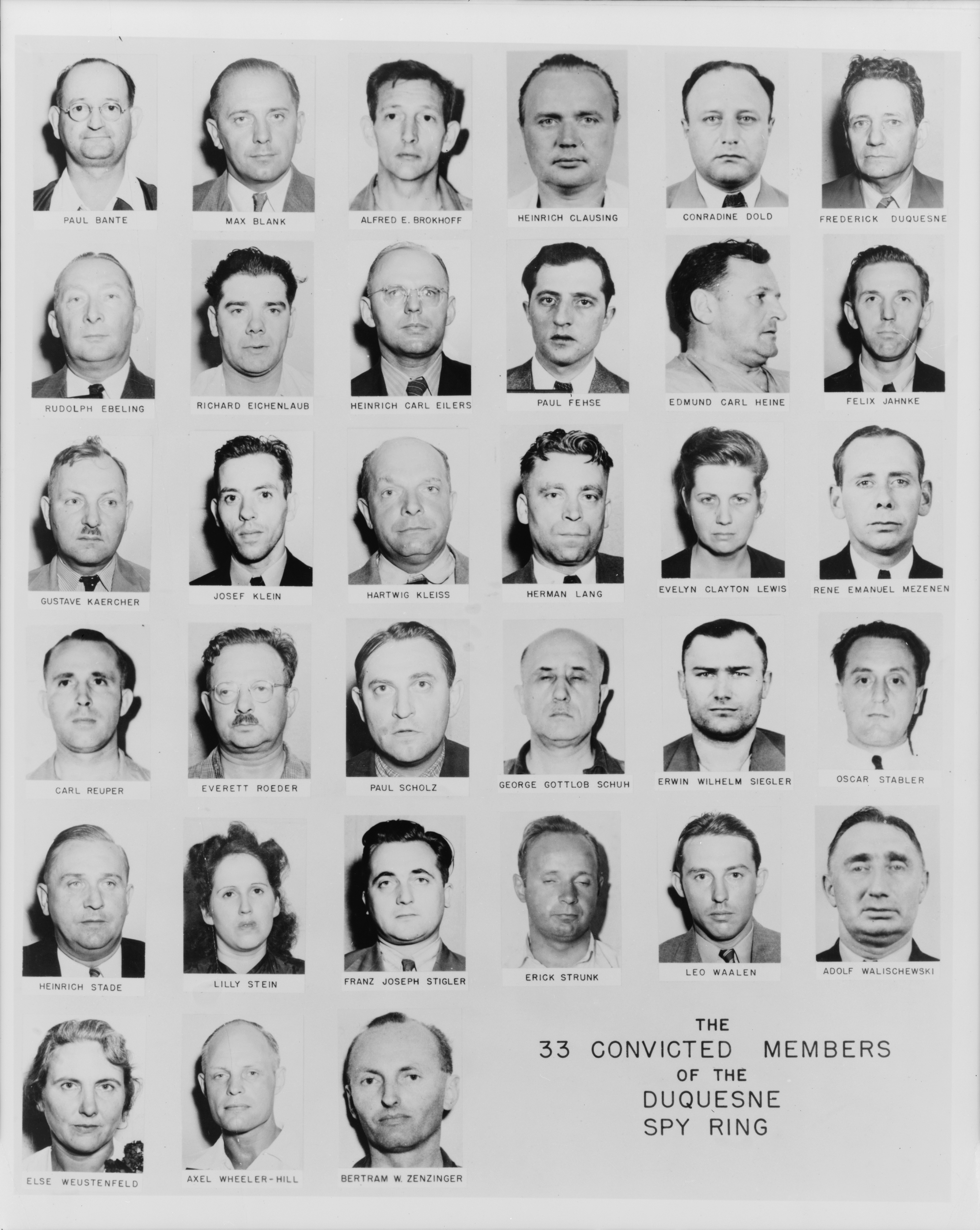
Os 33 membros condenados da rede de espionagem de Duquesne. Duquesne é retratada no topo, à direita. (Impressão do FBI)

Em 28 de junho de 1941, após uma investigação de dois anos, o FBI prendeu Duquesne e trinta e dois espiões alemães sob a acusação de transmitir informações secretas sobre armamento dos EUA e movimentos de navios para a Alemanha.  Em 2 de janeiro de 1942, menos de um mês após a entrada dos EUA na guerra, todos os membros do Anel de Espionagem Duquesne foram condenados a um total de mais de 300 anos de prisão.  E Um espião alemão comentou mais tarde que a captura da quadrilha desferiu "o golpe mortal" nos seus esforços de espionagem nos EUA. Hoover classificou sua investida do FBI na quadrilha de Duquesne como a maior operação de espionagem da história dos Estados Unidos.  Em um memorando de 1942 aos seus superiores, o almirante Canaris da Abwehr relatou a importância de vários de seus espiões capturados, observando suas valiosas contribuições, e escreve que Duquesne "entregou relatórios valiosos e material técnico importante no original, incluindo máscaras de gás dos EUA, aparelhos controlados por rádio, tanques de combustível à prova de vazamentos, instrumentos de televisão, pequenas bombas para aviões versus aviões, separador de ar e mecanismos de acionamento de hélice. Os itens entregues foram rotulados como 'valiosos' e vários 'bons' e 'muito bons'. " 
Duquesne, de 64 anos, não escapou desta vez. Ele foi condenado a dezoito anos de prisão, com pena concomitante de dois anos e multa de US$ 2.000 por violação da Lei de Registro de Agentes Estrangeiros . Em 1954 foi libertado por problemas de saúde, tendo cumprido quatorze anos. 

### Morte
Duquesne morreu no City Hospital em Welfare Island (hoje Roosevelt Island ), na cidade de Nova York, em 24 de maio de 1956, aos 78 anos. 